# Leiodes ciliaris
Leiodes ciliaris är en skalbaggsart som först beskrevs av Schmidt 1841.  Leiodes ciliaris ingår i släktet Liodes, och familjen mycelbaggar. Enligt den finländska rödlistan är arten nära hotad i Finland. Arten är reproducerande i Sverige. Artens livsmiljö är sandstränder vid Östersjön.